# Opiá
Opiá (en francès Opio) és un municipi francès situat al departament dels Alps Marítims i a la regió de Provença – Alps – Costa Blava.

## Demografia
| 1962                                       | 1968 | 1975  | 1982  | 1990  | 1999  | 2008  |
| ------------------------------------------ | ---- | ----- | ----- | ----- | ----- | ----- |
| 542                                        | 790  | 1.021 | 1.336 | 1.792 | 1.922 | 2.123 |
| Des de 1962: població sense dobles comptes |      |       |       |       |       |       |

## Administració
| Període   | Identitat        | Partit |
| --------- | ---------------- | ------ |
| 2001-2008 | Marcel Perrissol |        |
| 2008-     | Thierry Occelli  |        |